# Strife
Strife (также Strife: Quest for the Sigil) — компьютерная игра 1996 года (Shareware-версия выпущена 23 февраля 1996 года, полная версия — 31 мая 1996 года), разработанная компанией Rogue Entertainment. Игра была издана компанией Velocity Inc. в Северной Америке и компанией Studio 3DO в Европе. Strife рассматривается как одна из первых игр гибридного жанра шутер от первого лица с элементами ролевой игры, вместе с играми Ultima Underworld и System Shock. Strife — последняя коммерческая игра на движке id Tech 1 от компании Id Software.
Действие игры происходит в мире, где, после планетарной катастрофы и последовавшей за ней эпидемии неизвестной болезни, верх над людьми одержал тёмный культ — «Орден» (The Order). Протагонист, неизвестный наёмник (иногда упоминается как Strifeguy), присоединяется к вооружённой оппозиции («Сопротивлению»), стремящейся положить конец правлению Ордена. Игра предлагает проработанный сюжет с множеством озвученных диалогов и тщательно проработанный мир, включающий 28 связанных уровней, среди которых средневековые города и футуристические заводы Ордена. В отличие от более ранних игр на движке Id Tech 1, игровой процесс предусматривает не только бои, но и диалоги с неигровыми персонажами.
Создатели Strife соединили классический шутер от первого лица с элементами ролевой игры, а именно — диалогами и улучшением характеристик персонажа. Предварительные обзоры хвалили эти новинки и сюжет, но критиковали качество графики и использование устаревшего движка. Спустя годы после релиза, игра была признана недооценённой и названа предшественницей таких игр, как Deus Ex.
Расширенная версия игры Strife: Veteran Edition (также называемая The Original Strife: Veteran Edition) была разработана и опубликована студией Nightdive Studios 12 декабря 2014 года.

## Игровой процесс

Интерфейс игры.

В отличие от Doom с его линейной последовательностью уровней и Hexen с его системой «хабов», в Strife игрок может в любой момент вернуться на любую карту (с некоторыми исключениями). Strife более нелинейна, чем другие игры на движке Id Tech 1. Кроме того, действия игрока на одном уровне могут влиять на другие уровни. Например, после убийства Программиста локация «Замок» заменяется локацией «Новая база Сопротивления».
На многих уровнях есть функция «поднятия тревоги», что вводит в игру возможность скрытного прохождения. В некоторых дверях и проходах есть рамки, которые активируют тревогу, когда главный герой проходит через них: жёлтые (активируются, если главный герой не одет в униформу служащего) или зелёные (активируются всегда).
В Strife есть некоторые элементы ролевой игры, в частности, диалоги с неигровыми персонажами. Разговор возможен практически с любым персонажем, но выбор вариантов диалога обычно ограничен двумя-тремя пунктами. С диалогами связано как получение сюжетных заданий, так и торговля и повышение характеристик персонажа.
Механика боя мало отличается от аналогичной в Doom. Нововведениями здесь являются новые виды оружия, не имевшие в Doom аналога: арбалет, огнемёт, гранатомёт, Сигил.

### Ролевая система
У главного героя игры Strife есть две характеристики — выносливость и меткость (со значениями от 0 до 100), которые можно посмотреть на экране характеристик. Повышение характеристик главный герой получает за успешное выполнение сюжетного задания. Увеличить характеристики можно в диалоге с персонажами Джерард (Gerard) и Ферис (Feris) на базе Сопротивления. Повышение выносливости увеличивает запас здоровья и урон, наносимый в ближнем бою; повышение меткости — увеличивает точность стрельбы из стрелкового оружия.

## Сюжет
Действие игры происходит через некоторое время после падения метеорита, который принёс на планету опасный вирус. Миллионы людей вымерли, а выжившие сформировали новое общество, власть в котором захватили фанатики, услышавшие в голове голос «зловещего». Они сформировали организацию под названием «Орден» (The Order), поработившую остальных людей. Вооружённая оппозиция, восставшая против Ордена, сформировала движение под названием «Сопротивление» (The Front). Главная задача мятежников — уничтожить лидеров Ордена: Программиста (The Programmer), Епископа (The Bishop) и Хранителя мудрости (The Loremaster). После их устранения игрок соберёт загадочное оружие — Сигил — и сразится с Существом (Entity), которое Орден считал Единым Богом (The One God).
Главный герой игры — безымянный странствующий наёмник, вступивший в схватку с солдатами Ордена возле города Тарнхилл. Его нанимает человек по имени Роуэн, предлагая присоединиться к Сопротивлению. Он передаёт ему рацию, через которую с главным героем будет связываться Чёрный дрозд, участница Сопротивления, которая останется его помощницей и советницей до конца игры. Герой получает от неё местоположение базы Сопротивления. Лидер движения, Мэйсил, поручает ему выполнить несколько заданий, цель которых — максимально ослабить Орден перед решающим наступлением. После нескольких диверсий, Сопротивление нападает на Замок, чтобы убить высокопоставленного члена Ордена — Программиста. Когда главный герой касается оружия, которое использовал Программист, он теряет сознание.
Наёмник приходит в себя в Замке, где Сопротивление устроило новую базу. Мэйсил объясняет, что найденное оружие — один из пяти фрагментов мощного оружия («Сигила»), которому поклоняется Орден. Он приказывает герою найти оставшиеся четыре части. В этом герою поможет некий Оракул («Oracle»), который говорит, что следующий фрагмент находится у военного лидера Ордена — Епископа. Герой находит Епископа и убивает его. Третий фрагмент Сигила, по словам Оракула, находится у самого Мэйсила, который сам хочет завладеть мощью Сигила. В этот момент игрок должен принять ключевое решение, которое повлияет на финал игры. Он может убить Оракула, а может поверить Оракулу и убить Мэйсила.
Если игрок поверит Мэйсилу и убьёт Оракула, забрав у него третий фрагмент, он получает ещё одно задание от Мэйсила — уничтожить Конвертер (Converter), в котором Орден превращает пленников в «биомеханических солдат». Фабрика построена в кратере от падения метеорита. После завершения миссии герой узнаёт о предательстве Мэйсила: тот заявляет, что намерен освободить «Единого Бога», и нападает на героя. После убийства Мэйсила, герой получает ещё один фрагмент Сигила. Затем он возвращается на фабрику и сражается там с Хранителем мудрости, третьим лидером Ордена. После убийства Хранителя мудрости и получения последнего фрагмента Сигила, герой открывает печать и находит космический корабль инопланетной цивилизации. Внутри корабля было запечатано внеземное существо — Сущность — которое управляло сознанием людей и создало Орден. Герой убивает Сущность с помощью Сигила. Рихтер, новый лидер Сопротивления, объявляет, что Орден разгромлен. Герой встречается с Чёрным дроздом, которая рассказывает герою, что его победа позволила Ордену разработать лекарство от вируса, и целует его.
Если игрок поверит Оракулу и убьёт Мэйсила сразу, концовка будет совсем другой. Герой, следуя указаниям Оракула, идёт в лабораторию Хранителя мудрости, убивает его и получает четвёртый фрагмент. После возвращения к Оракулу, герой узнаёт, что Оракул использовал его, чтобы заполучить пять фрагментов Сигила. Цель Оракула — освободить «Единого Бога» и получить вечную жизнь. Наёмник убивает Оракула и получает последний фрагмент Сигила. Открыв печать, он находит внеземной космический корабль под фабрикой и встречает Сущность, которая говорит голосом Чёрного дрозда. После убийства Сущности, игрока ждёт плохая концовка — лекарство не было разработано, и будущее человечества туманно.
Если главный герой погибает в битве с финальным боссом, игрок получает худшую концовку независимо от предыдущего выбора. В этой концовке Сущность захватывает власть над Землёй и устраивает новую эпидемию вируса, которая приводит к гибели человечества.

## Разработка игры
Концепция игры, совмещающей шутер от первого лица на движке Id Tech 1 с элементами ролевой игры, изначально была предложена компанией Id Software. В 1993 году Id Software обратились с предложением разработать игру на движке Doom к студии Cygnus Studios, которые тогда уже работали над играми Raptor: Call of the Shadows и The Second Sword на движке игры ShadowCaster. Студия приняла предложение Id Software и после завершения разработки Raptor: Call of the Shadows немедленно переключилась на работу над игрой Strife. Но вскоре проект игры Strife был заморожен из-за внутренних конфликтов в студии: Скотт Хост (Scott Host), основатель Cygnus Studios, вернулся в Чикаго, где он вырос. Бывшие сотрудники, несогласные с позицией Скотта, основали компанию Rogue Entertainment и продолжили работу над Strife. Shareware-версия выпущена 23 февраля 1996, полная версия — 31 мая 1996..

## Озвучивание
Игра Strife включает более 200 озвученных строк диалога.
| Актёр                         | Роль                                  |
| ----------------------------- | ------------------------------------- |
| Джерион Монро (Jarion Monroe) | Мэйсил, Куинси, Роуэн                 |
| Марсия Пиццо (Marcia Pizzo)   | Чёрный дрозд                          |
| Питер Морган (Peter Morgan)   | Джефф, Рихтер, фальшивые программисты |

## Strife: Veteran Edition
12 декабря 2014 года в магазинах цифровой дистрибуции появилось переиздание оригинальной игры. Так как оригинальный код Strife был утерян, переиздание было разработано на основе кодовой базы проекта Chocolate Doom, поэтому сам код переиздания был опубликован в GitHub под лицензией GPLv2. Разработчик и издатель Nightdive Studios включил в переиздание поддержку высоких разрешений, широкоформатных разрешений, динамическое освещение и прочие графические улучшения. Также с переизданием в Strife появились многопользовательский режим, достижения, а в Steam — также коллекционные карточки.

## Критика
| Сводный рейтинг    | Сводный рейтинг |
| Агрегатор          | Оценка          |
| ------------------ | --------------- |
| GameRankings       | 71,25 %         |
| Иноязычные издания |                 |
| Издание            | Оценка          |
| GameSpot           | 7/10            |

Игра была принята критиками в целом положительно: средний рейтинг игры на агрегаторе оценок GameRankings равняется 71,25 % на основе 4 рецензий. Критикам понравился необычный для шутеров от первого лица того времени сюжет и необходимость взаимодействия с мирными персонажами для продвижения игры. Однако игра вышла в неудачное время — примерно в это время вышли Quake и Duke Nukem 3D, которые в плане графики выглядели гораздо привлекательнее устаревшего движка Doom, на что также указывали рецензенты. Несвоевременный релиз также послужил причиной коммерческой неудачи Strife.
Ретроспективные обзоры игры были более позитивными. Журналист PC Gamer Ричард Коббетт посчитал игру недооценённой современниками. Его коллега Пол Дэн также высказался, что Strife была обделена вниманием игроков тех лет. Оба журналиста оценивают Strife как предшественника Deus Ex, более успешной игры в гибридном жанре шутера от первого лица с ролевыми элементами.